# Luftangriffe auf Rostock
Während des Zweiten Weltkriegs erfolgten 21 Luftangriffe auf Rostock, von Juni 1940 bis April 1943 durch die britische Royal Air Force und von Juli 1943 bis August 1944 durch die United States Army Air Forces. 617 Menschen kamen ums Leben. Auf Wohngebiete und Rüstungsindustrie im Großraum Rostock und Warnemünde wurden 2.942 Tonnen Spreng- und Brandbomben abgeworfen, von den Briten nachts, von den US-Amerikanern zur Tageszeit. 85 % der Rostocker Wohnhäuser wurden zerstört oder beschädigt, viele öffentliche Gebäude und unersetzliche Kulturbauten vernichtet und die Industrie schwer getroffen.

## Chronologie der Angriffe
Die Bombardements der britischen RAF erfolgten von Juni 1940 bis April 1943, die der USAAF von Juli 1943 bis August 1944. Die Briten griffen fast immer nachts, die US-Amerikaner zur Tageszeit an.
Die im Folgenden genannte Bombentonnage bezieht sich auf die 16 schweren Angriffe. Von den insgesamt 2.942 Tonnen Bomben warf die RAF bei 9 Angriffen 990 Tonnen, die USAAF bei 7 Angriffen 1.952 Tonnen Spreng- und Brandbomben.

### Die Angriffe der Royal Air Force
Die Angaben in diesem Abschnitt stammen überwiegend aus dem Kriegstagebuch des Bomber Command der RAF (Hrsg. Middlebrook und Everitt), aus „Bomben auf Rostock“ (Hrsg. Bohl, Keipke und Reich) und aus „Bombenkrieg gegen Deutschland“ (Olaf Groehler).

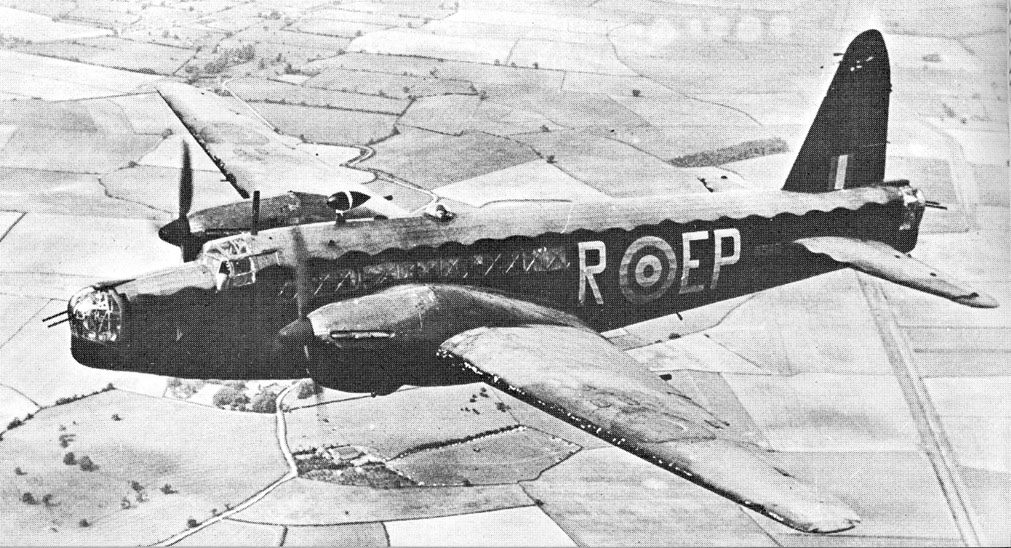
Britischer Bomber Wellington

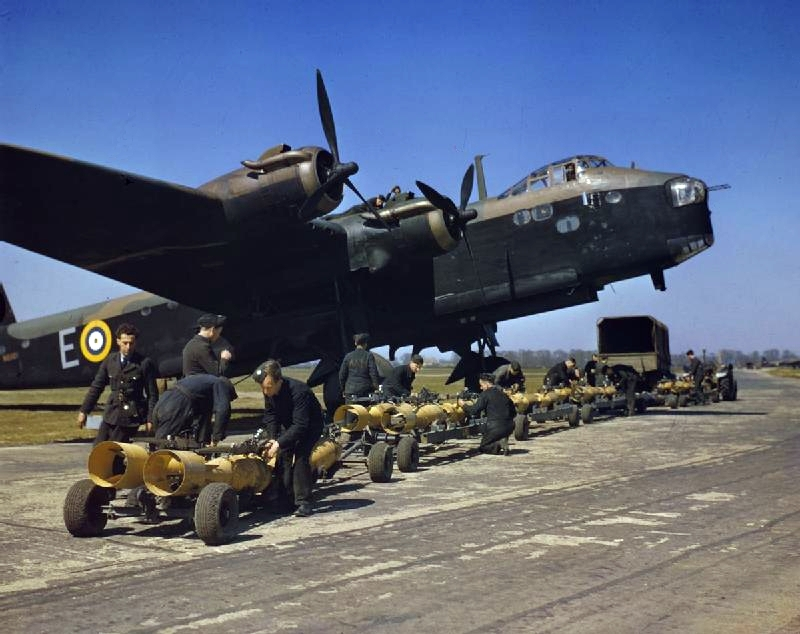
Britischer schwerer Bomber Short Stirling

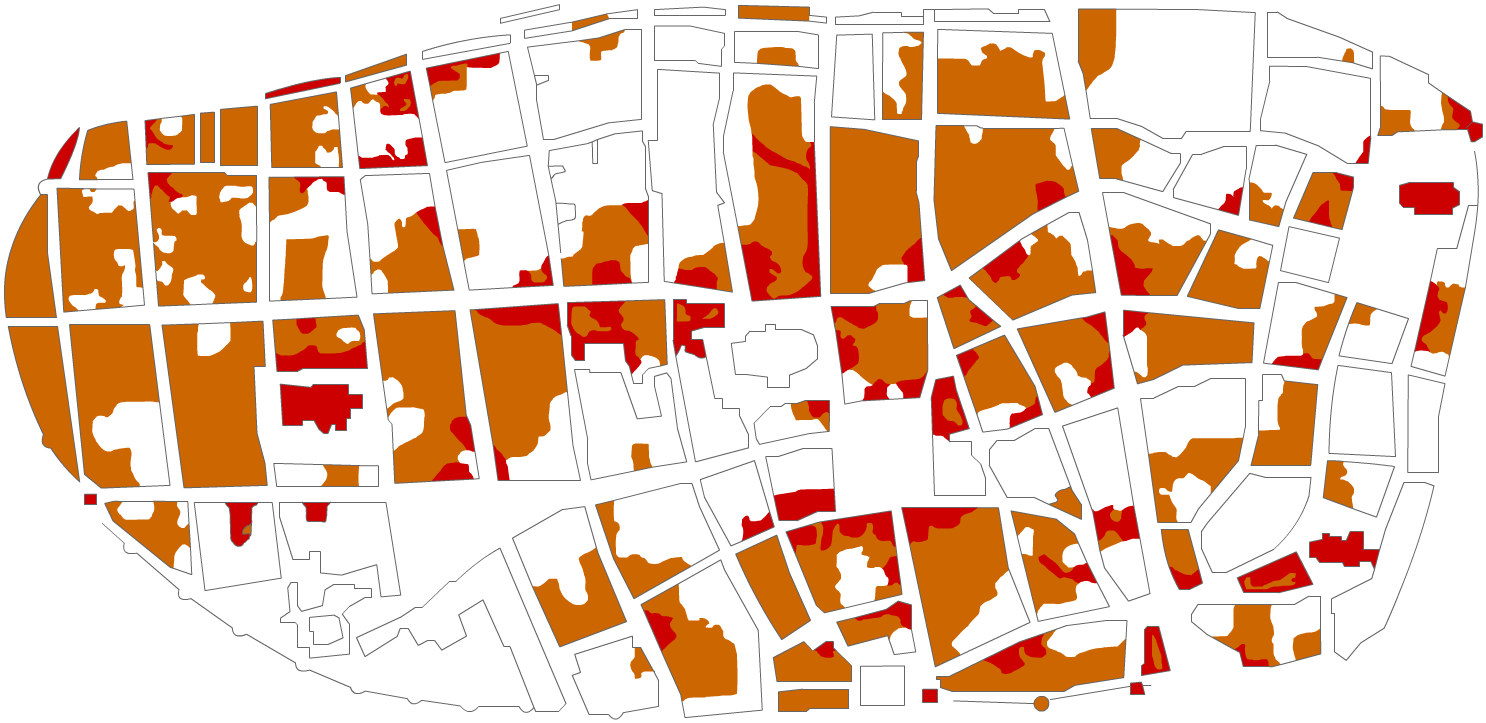
Zerstörungen in der historischen Innenstadt durch die Bombardierungen 1942

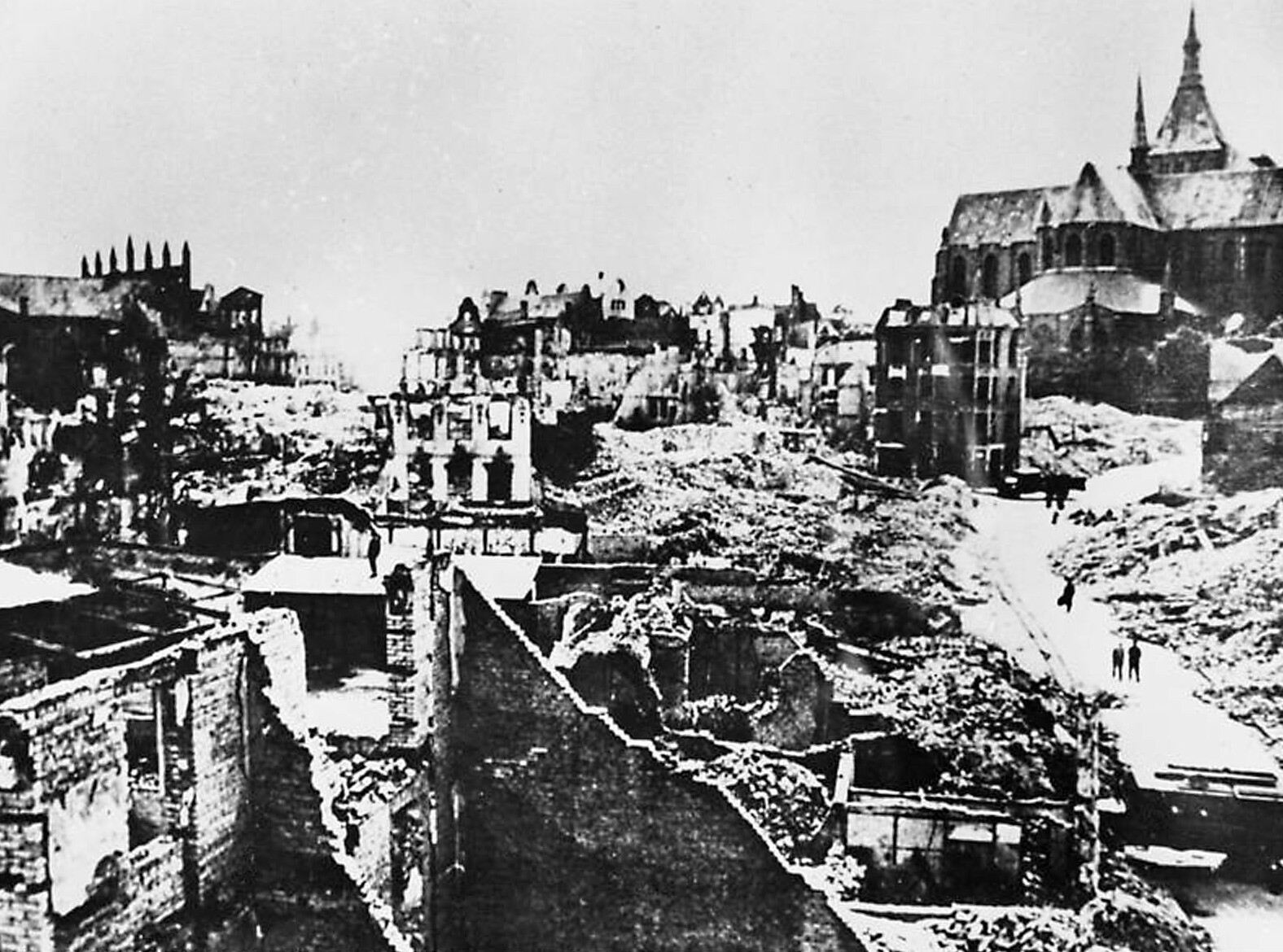
Die zerstörte Krämerstraße mit der Marienkirche

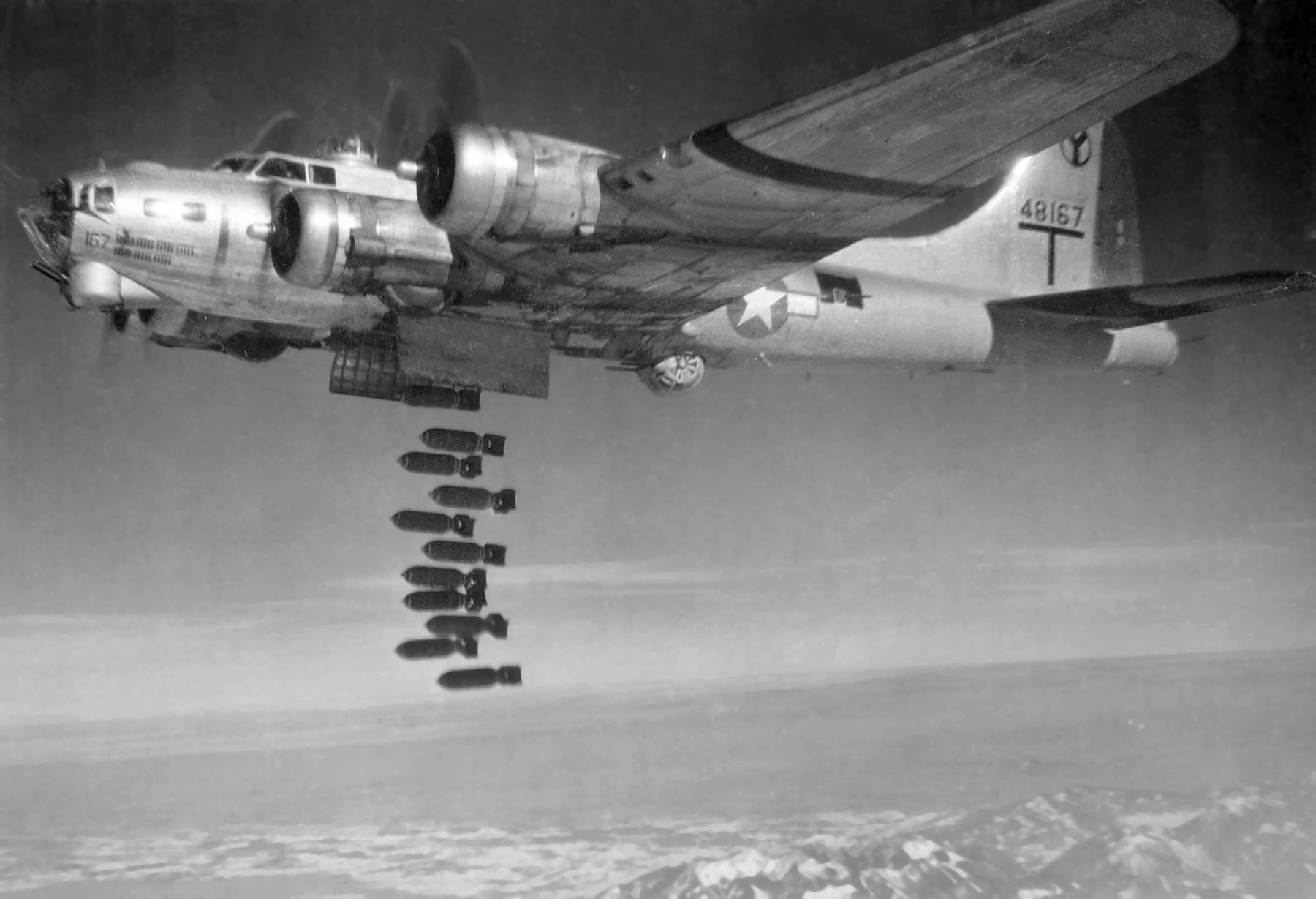
US-amerikanische B-17 „Flying Fortress“

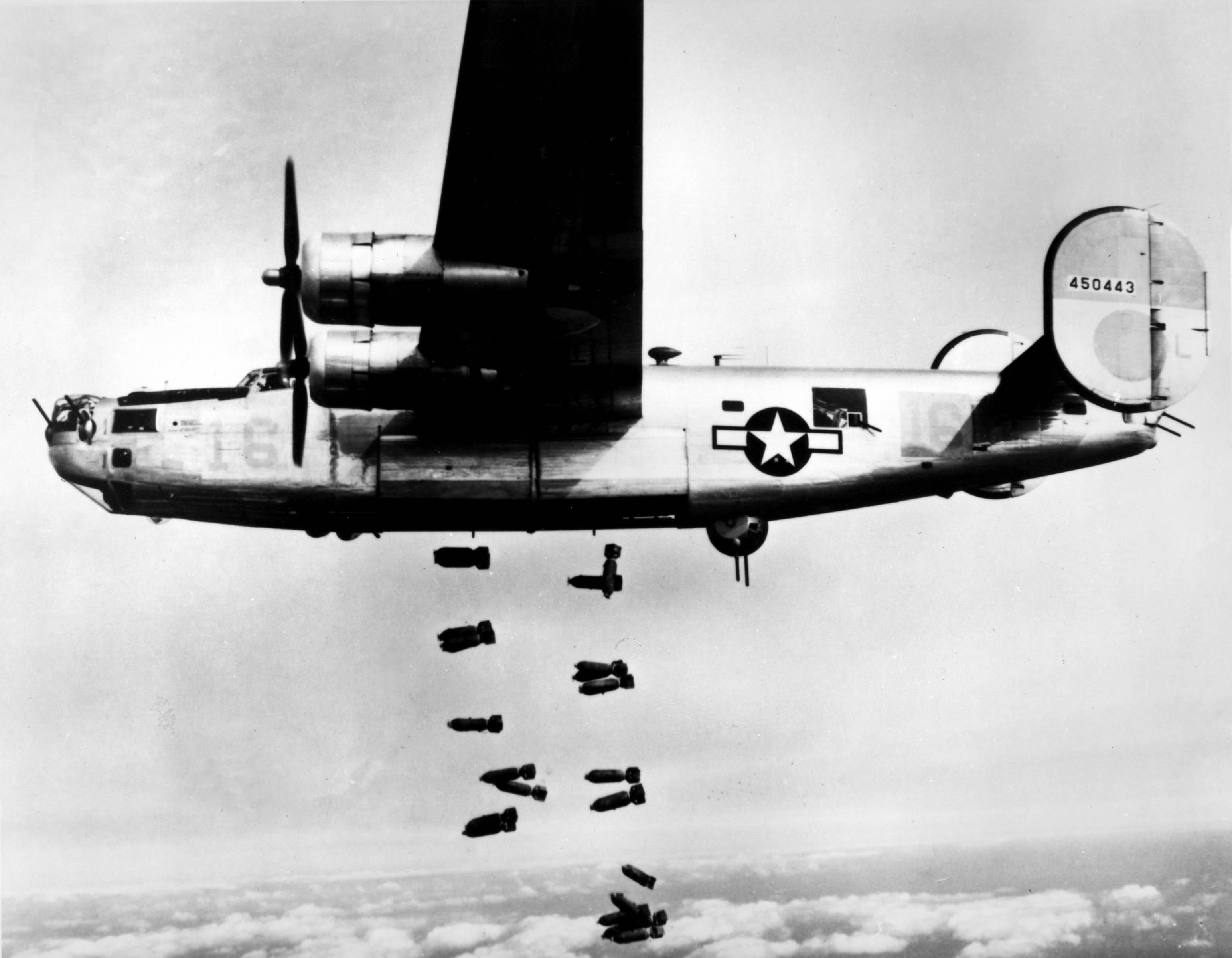
US-amerikanische B-24 „Liberator“

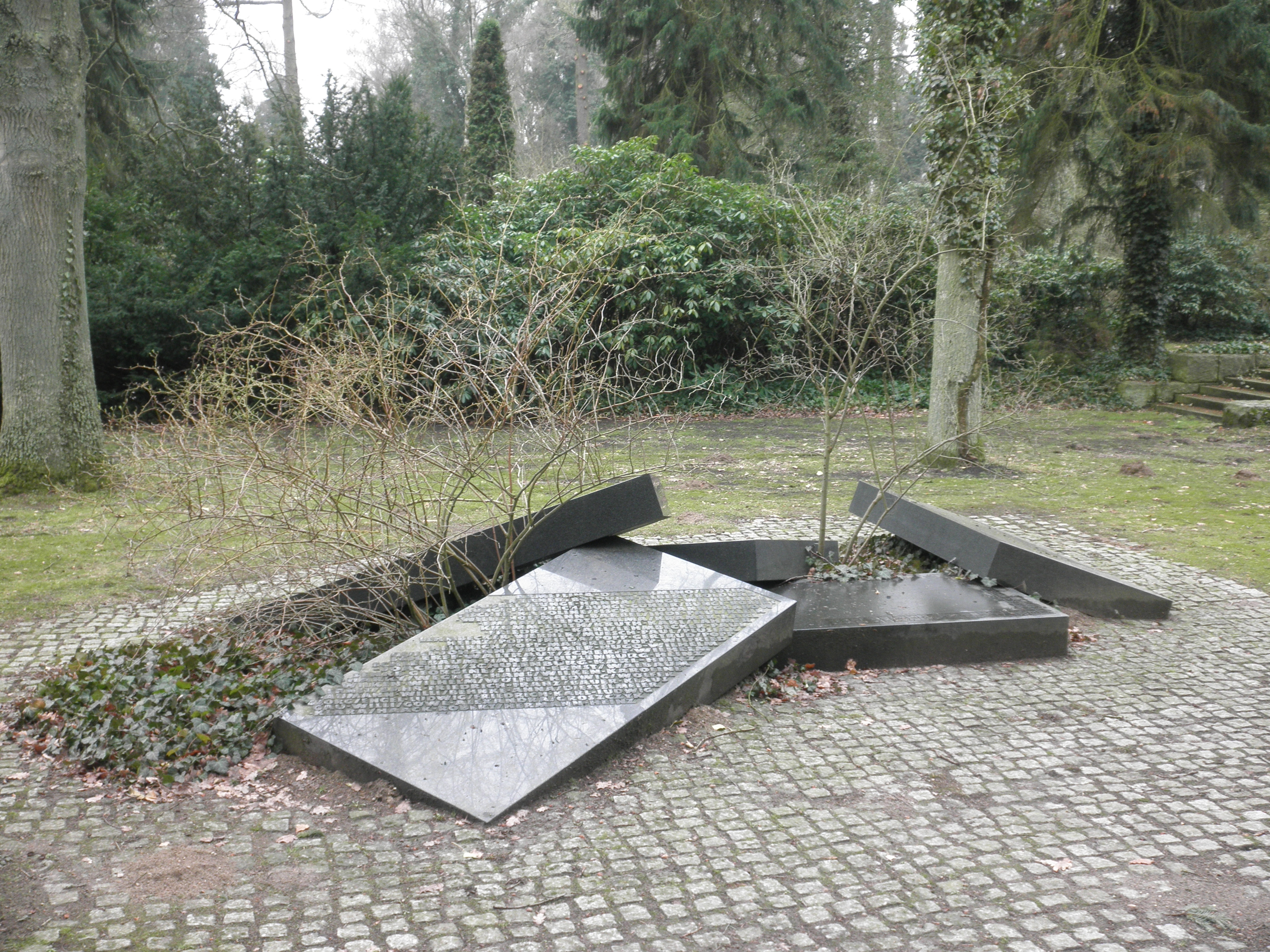
Denkmal für Rostocker Bombenopfer auf dem Neuen Friedhof

- Der erste kleinere Angriff erfolgte am 11. Juni 1940 nachts gegen 1:15 Uhr. Hierbei wurde durch Bombentreffer kurzzeitig die Bahnstrecke zwischen Rostock und Warnemünde unterbrochen.[1] Menschen kamen nicht zu Schaden.

- Der zweite Angriff erfolgte am 3. Juli 1940 (zur Tageszeit) und richtete sich gezielt gegen die Werksgelände der Aradowerke und die Kröger-Werft im Ortsteil Warnemünde. Bei dem Luftangriff wurden vier Menschen getötet und elf verletzt.[2]

- 29. Juli 1940: nachts fielen Bomben zwischen Hoher Düne und Schnatermann, auf Feld und Wald

- 27. Oktober 1940: bei Bombenabwürfen beidseits der Schwaaner Landstraße entstand Gebäudeschaden

- 8. September 1941: einige Bomben fielen auf die Diedrichshäger Feldmark

- 12. September 1941: erste „Bombennacht“ für die Bevölkerung in Rostock und Warnemünde. 56 Bomber der RAF warfen zwischen 1.40 und 3.30 Uhr über 40 Sprengbomben, 500 bis 600 Brandbomben (auch zahlreiche mit Phosphor und Kautschuk gefüllte Kanister) und Flugblätter über Rostock und Warnemünde ab. Es gab 36 Todesopfer (darunter 11 Kinder) und 15 Schwerverletzte. Wohngebäude, das Kurmittelhaus und die Fritz-Reuter-Schule in Warnemünde wurden getroffen. In Warnemünde gab es sechs große Brände. Auf dem Fliegerhorst Warnemünde wurde eine Halle mit 15 Schulflugzeugen zerstört. Zahlreiche Blindgänger waren zu entsorgen.

- „Vier-Tage-Angriff“ (eigentlich „Vier-Nächte-Angriff“) auf Rostock: Die ersten, gezielt gegen die dichtbewohnte Altstadt gerichteten Großangriffe im Rahmen der neuen britischen Area bombing directive erfolgten vom 24.–27. April 1942.[3][4] Rostock war die zweite deutsche Stadt, die infolge der neuen Strategie des „morale bombing“ (Bomben zum Brechen der Moral der Bevölkerung) angegriffen wurde. Kurz zuvor war in der Nacht des 28. auf den 29. März 1942 die Altstadt von Lübeck vernichtend bombardiert, „ausgebrannt“ worden.[5] Durch den kombinierten Einsatz von Spreng- und Brandbomben wurden rund 50 % der Rostocker Altstadt zerstört. Diese Kombination führte im militärischen Optimalfall zu einem Feuersturm. Das Feuer vervielfachte dabei die Schäden der als Verursacher eingesetzten Spreng- und Brandbomben. Die Rostocker Altstadt – ähnlich wie zuvor in Lübeck – wurde als Kerngebiet des Angriffs ausgewählt, da hier der Holzanteil an der Gesamtbaumasse am höchsten war. Damit stellte sie zum Entzünden eines Feuersturms in Rostock das optimale Kernzielgebiet dar.[6][7] Es kam zwar nicht zu einem Feuersturm, aber zu verheerenden Flächenbränden.

Die Viertage-Angriffe wurden von der 5. Bombergruppe ausgeführt, nur in der Nacht vom 26. zum 27. April mit zusätzlichen Kräften aus der 3. Bombergruppe. Die britische Planung sah eine Aufteilung der jeweils angreifenden Maschinen in eine Hauptgruppe (76 %) für die Rostocker Innenstadt und eine Nebengruppe gegen die Heinkel-Flugzeugwerke vor. Die Ziele sollten im Tiefflug aus nur 1.000 bis 1.200 Meter Höhe in den hellen Mondnächten angegriffen werden. Der Deckname für das Ziel Rostock war „Special Samson“.
Die Angriffe im April 1942 im Einzelnen:
- 23./24. April 1942: 161 Bomber (Wellingtons, Stirlings, Whitleys, Hampdens, Manchesters und eine Lancaster) führten – bei Verlust von vier Maschinen – geplant einen „konzentrierten Brandangriff“ auf die Altstadt (143 Flugzeuge) und einen kleineren auf die Heinkel-Flugzeugwerke (18 Flugzeuge) aus. Das Ergebnis war für das Bomber Command enttäuschend, da die Hauptmenge der für die Innenstadt bestimmten Bomben 2 bis 6 Meilen entfernt fiel und das Heinkel-Werk nicht getroffen wurde. Die Ordnungspolizei meldete sechs zerstörte Wohnhäuser, sieben tote und 32 verletzte Einwohner.
- 24./25. April 1942: 125 Bomber sechs verschiedener Typen beteiligten sich an dem Angriff, 91 gegen die Stadt und 34 gegen die Heinkel-Werke. Das Zentrum von Rostock wurde schwer getroffen: 500 Wohnhäuser zerstört oder beschädigt, Licht und Kraftstrom fielen aus. Der Massenabwurf von Brandbomben überstieg die Löschmöglichkeiten der Feuerwehren von Rostock, Güstrow, Wismar, Bad Doberan und Hamburg. Schäden im Heinkel-Werk sollen nach Groehler zu 10 % Produktionsausfall geführt haben, nach anderen Autoren wurde das Werk verfehlt. Eine Hampden wurde abgeschossen.
- 25./26. April 1942: 128 Bomber griffen an, 110 die Stadt und 18 die Heinkel-Flugzeugwerke. Die Stadt Rostock wurde erneut schwer bombardiert, zahlreiche Flächenbrände erzeugt. Abgeworfen wurden 300 Sprengbomben, 3.635 Stabbrandbomben und 35 Flüssigkeits-Brandbomben. Große Teile der historischen Altstadt brannten: "Totalzerstörung von 1080 Gebäuden und Beschädigung von 80 weiteren. „Die Brandbombe erwies sich in Rostock als das fürchterlichste Mittel der Stadtvernichtung“ (Groehler). Die am Stadtrand gelegenen Heinkel-Werke wurden weniger getroffen. Am Morgen des 26. April waren 30.000 bis 40.000 Rostocker obdachlos, was zu Verstärkung der Massenflucht und Evakuierung in die nähere und dann weitere Umgebung führte.
- 26./27. April 1942: 106 Bomber führten den Angriff aus, die Hälfte gegen die Stadt, die andere Hälfte gegen das Heinkel-Flugzeugwerk, dem der Hauptschlag galt. Drei Bomber wurden abgeschossen. Die offizielle britische Kriegsgeschichte beschreibt den Angriff als „Masterpiece“ erfolgreichen Bombardierens.

Von den 520 in den vier Nächten im April 1942 eingesetzten Bombern waren somit 400 gegen die Wohnstadt Rostock eingesetzt: 77 %. Die Angriffe führten zur totalen Zerstörung von 1.765 Gebäuden und zur schweren Beschädigung von 513 weiteren. 130 Hektar Stadtfläche waren zerstört, 60 % der Innenstadt. 204 (221) Menschen starben, 89 wurden verwundet. Laut Stadtverwaltung waren es 216 Tote, darunter 187 Zivilisten, 27 Wehrmachtsangehörige und zwei Ausländer. Das Bomber Command nahm an, es hätten noch viel mehr sein können, wenn nicht viele Einwohner nach den ersten Angriffen aus der Stadt geflohen wären. In den Berichten über die Angriffe auf Rostock hätten die Deutschen erstmals den Ausdruck „Terrorangriff“ verwendet. Joseph Goebbels habe in seinem Tagebuch notiert: „Community life in Rostock is practically at an end“. Von den 130.000 Einwohnern Rostocks wurden etwa 35.000 obdachlos.
- In der Nacht vom 8. zum 9. Mai 1942 flog die Royal Air Force mit 167 Bombern, besonders mit Wellingtons, einen Angriff im Hoch- und Tiefflug mit 316 Tonnen Bomben auf die Arado Flugzeugwerke, die Kröger-Werft bei Warnemünde und gegen den Ort. Auch Rostock war betroffen. Es gab 4 Tote und 6 Schwerverletzte. 19 (20) Maschinen wurden abgeschossen, was die deutsche Luftabwehr als großen Erfolg verbuchte: „Flak-Schlacht“, „Großangriff erfolgreich abgeschlagen“. Der Angriff wurde von den Briten als „mäßig erfolgreich“ eingestuft. Die Flak war nach den April-Angriffen erheblich verstärkt worden und 90 Sperrballons erschwerten die Attacken.[11]

- 30. September, 2. Oktober 1942: Nachtangriff mit Spreng- und Brandbomben auf Rostock und Warnemünde. Der Angriff soll an sich Wismar gegolten haben: Navigationsfehler von drei Bomberbesatzungen.[12] Wie bereits im April, wurde auch wieder die Marienkirche getroffen. Diesmal durchschlugen Phosphorbomben das Dach. Besonders dem Einsatz von Kirchendiener Friedrich Bombowski, seiner Frau und Tochter, neben anderen Helfern, war wieder das erfolgreiche Löschen und damit die Rettung der Kirche zu verdanken.

- 20./21. April 1943: Letzter britischer Großangriff. 77 schwere britische Bomber vom Typ Short Stirling griffen besonders Rostock an. 133 Tonnen Bomben wurden abgeworfen: 43 Spreng- und 6.600 Brandbomben. 84 Häuser und die Borwinschule wurden zerstört, auch die Neptun Werft und der Personenbahnhof wurden getroffen. Sechs Industriebetriebe wurden teilzerstört. In den Heinkel Flugzeugwerken entstand nur leichter Schaden. Die Zahl der Toten lag bei 40, die der Verletzten bei 120. Acht Flugzeuge wurden abgeschossen.[13]

### Die Angriffe der USAAF
Ab Juli 1943 übernahm die 8th Air Force die Bombardements auf den Raum Rostock und Warnemünde. Ihre viermotorigen Bomber waren jeweils von einer großen Zahl von Langstrecken-Jagdflugzeugen begleitet.
Die folgenden Angaben stammen aus dem Kriegstagebuch der 8th Air Force (Hrsg. Roger A. Freeman) und aus „Bomben auf Rostock“ (Hrsg. Bohl, Keipke und Schröder).
- 29. Juli 1943: Am Vormittag griffen 54 B-17 „Flying Fortress“ mit 129,5 Tonnen Bomben die Arado Flugzeugwerke in Warnemünde und den Ort an. Das Werk wurde schwer zerstört, auch Warnemünde selbst stark getroffen. Es gab 56 Tote, davon 14 in einem D-Zug im Bahnhof Warnemünde.

- 20. Februar 1944: 75 schwere Bomber B-17 griffen zur Tageszeit Rostock, den Gasometer und die Neptun Werft an

- 24. Februar 1944: Um die Mittagszeit belegte ein Teil eines Verbandes von 295 B-17 die Stadt Rostock und „unidentified Targets“ mit 685 Tonnen Spreng- und Brandbomben

- 9. April 1944: Mittags warfen 85 B-17 „Flying Fortress“ ihre Bombenlast auf Warnemünde: den Bahnhof, die Bootswerft Kröger und die Arado Flugzeugwerke. Es gab 12 Tote.

Zuvor hatten 18 B-17 den Flugplatz der Ernst Heinkel Flugzeugwerke in Rostock-Marienehe mit 180 Zehn-Zentner-Bomben belegt.
- 11. April 1944: Am späten Vormittag und mittags erfolgte ein schwerer US-amerikanischer Doppel-Angriff auf Warnemünde und Rostock.

Am späten Vormittag entluden 172 B-17 700 (780) schwere Sprengbomben und 500 (1.450) Flüssigkeits-Brandbomben auf die Stadt Warnemünde und ihre (Rüstungs-)Industrie. Beide wurden schwer getroffen. Die Arado Werke wurden, bis auf zwei Hallen, total zerstört. 11 „Gefallene“ und 34 Verwundete wurden registriert (keine vollständigen Zahlen).
Mittags erfolgten durch 200 schwere US-Bomber vier „Teppich-Würfe“ mit 600 Spreng- und 400 Flüssigbrandbomben auf Wohngebiete der Stadt Rostock. Neben diesen wurden zwei Kliniken, die Gas- und Wasserwerke, der Güterbahnhof und ein Nebenwerk von Heinkel getroffen. Bekanntgegeben wurden 51 Gefallene, 80 Verwundete, 20 Vermisste und 4.000 bis 5.000 Obdachlose.
- 4. August 1944: Am frühen Nachmittag führten 148 B-24 Bomber „Liberator“ der 2nd Bombardment Division sechs Teppich-Würfe von Bomben auf das Werk Marienehe der Heinkel-Flugzeugwerke aus. Sie warfen 1.600 Brandbomben zu 50 kg und 800 Sprengbomben von 1.000 bis 2.000 kg, davon 50 mit Langzeitzündern (Zündung 15 Minuten bis drei Tage nach dem Aufschlag). Die Sprengbomben waren zum Teil durch Ketten miteinander verbunden. Die 9.000 „Gefolgschaftsmitglieder“ waren in fünf Luftschutztürmen und fünf Luftschutzkellern untergebracht. Es gab 62 Tote, darunter 14 Deutsche. Der Gebäudeschaden wurde mit 60 % geschätzt. Dazu kamen viele beschädigte Flugzeuge Heinkel He 111 und He 111 N. Sofort nach dem Angriff wurden auch 300 Wehrmachtsangehörige und 200 „Politische Leiter“ zu Bergungs- und Aufräumarbeiten eingesetzt.

- 25. August 1944: Mittags wurde erneut das Werk Marienehe der Heinkel-Werke angegriffen: durch 116 schwere Bomber B-24 der 2nd Bombardment Division mit 311,5 Tonnen Bombenlast. Eine andere Zahlenangabe von 250 Flugzeugen schließt wohl die Begleitjäger mit ein. Aus 4.000 bis 7.000 Metern Höhe erfolgten 12 Teppichwürfe mit 600 Sprengbomben zu 1.000 bis 2.000 kg, 8.000 Stabbrandbomben (teilweise gebündelt) und einigen Hundert Flüssigkeitsbrandbomben. Von 8.000 im Werk befindlichen Belegschaftsangehörigen starben drei (Deutsche). Der Gebäudeschaden lag bei 30 %, wieder wurden He-111-Flugzeuge zerstört.

Nach diesen Vernichtungsangriffen entschieden die US-Amerikaner nach detaillierter Luftaufklärung, auf weitere Bombenangriffe auf Rostock und seine verbliebene Rest-Industrie zu verzichten – da es sich nicht mehr lohnte.
Auf Rostock waren insgesamt 2.942 Tonnen Bombenlast abgeworfen worden, 990 t durch die britische Royal Air Force und 1.952 t durch die USAAF

## Lage bei Kriegsende
Am Kriegsende waren 85 % der Rostocker Wohnungen und 42 % der gewerblich genutzten Gebäude zerstört oder beschädigt. Unter anderem lagen in Trümmern oder waren schwer beschädigt: die Medizinische Klinik (Gertrudenplatz), Gas- und E-Werk, Post- und Telegrafenamt, Amtsgericht, Oberlandesgericht, Landratsamt, acht Schulen (u. a. Blücher-, Borwin- und Sieben-Linden-Schule), das Stadttheater, vier Pfarrkirchen (St. Jakobi, St. Nikolai, St. Petri, Christuskirche (Schröder-Platz)). Die Geschlossenheit der Straßenzüge und Plätze, das was den Charakter der hanseatischen Hafenstadt ausgemacht hatte, war zerstört. Ein großer Teil der Einwohner war in die nahe und weitere Umgebung Rostocks evakuiert worden. Es gab noch 60.000 Einwohner in Rostock. Am 1. Mai 1945 wurde Rostock kampflos durch die Rote Armee besetzt.

## Opfer, Begräbnis- und Gedenkstätten
Die Luftkriegsopfer aus Rostock und Warnemünde verteilten sich auf die Kriegsjahre wie folgt: 4 Tote 1940, 41 Tote 1941, 223 Tote 1942, 130 Tote 1943 und 236 Tote 1944.
Nachweislich insgesamt 617 Menschen verloren bei den Luftangriffen ihr Leben, darunter über 100 Fremdarbeiter und Kriegsgefangene. Im Mai 1942 wurde ein Ehrenhain auf dem Neuen Friedhof in Rostock angelegt, mit einem Gräberfeld mit Reihengräbern für die über 200 Bombenopfer alleine vom April 1942. Später erfolgten Zubettungen nach den weiteren Bombenangriffen. Das jetzt existierende Denkmal im Zentrum der Anlage symbolisiert zusammengestürzte Häuserwände mit den Namen der Opfer.
Die abgeschossenen alliierten Besatzungsmitglieder und die bei den Bombardements ums Leben gekommenen Fremdarbeiter und Kriegsgefangenen  wurden im westlichen Teil des Neuen Friedhofs bestattet.